# Roman Šebrle
Roman Šebrle (født 26. november 1974 i Lanškroun) er en tjekkisk tidligere atletikudøver (mangekæmper), der vandt talrige medaljer ved EM, VM og OL og var den første, der opnåede over 9000 point.

## Atletikkarriere
Šebrle spillede fodbold i tretten år, inden han kastede sig over atletikken. Hans første store internationale resultat kom i 1997, da han vandt guld i tikamp ved universiaden. Ved indendørs-VM to år senere vandt han bronze i syvkamp og i 2000 vandt han sølv ved indendørs-EM.
Hans første OL var i 2000 i Sydney i tikamp. Her var hans landsmand, Tomáš Dvořák, favorit som verdensmester fra 1997 og 1999 sammen med esteren Erki Nool. Imidlertid havde Dvořák en dårlig førstedag og var reelt uden for medaljechance, mens amerikaneren Chris Hoffins førte konkurrencen frem til ottende disciplin. Šebrle vandt undervejs 110 m hæk, men til sidst var det Nool, der  trak det længste strå og vandt guld med 8641 point, mens Šebrle fik sølv med 8606 og Hoffins bronze med 8595 point.
I 2001 vandt han guld ved indendørs-VM i syvkamp og samme år satte han ny verdensrekord, da han brød 9000 point-grænsen med 9026 point. I 2002 vandt han guld i syvkamp ved indendørs-EM, efterfulgt af EM-guld i tikamp udendørs samme år. I 2003 vandt han VM-bronze indendørs og VM-sølv udendørs.
Ved OL 2004 i Athen var han derfor blandt de store favoritter, især da verdensmesteren fra 2003, amerikanske Tom Pappas, var skadet og udgik undervejs. Kasakheren Dmitrij Karpov førte efter førstedagen, men Šebrle kom stærkt på andendagen og vandt blandt andet spydkast. Han endte med at vinde guld med 8893 point (ny olympisk rekord), mens amerikanske Bryan Clay fik sølv med 8820 point og Karpov bronze med 8725 point. Han var desuden tjekkisk flagbærer ved afslutningsceremonien ved OL.
Året efter vandt han guld i syvkamp ved indendørs-EM og sølv ved VM udendørs. I 2006 vandt han bronze ved indendørs-VM og guld ved udendørs-EM. I 2007 vandt han EM-guld indendørs samt guld ved udendørs-VM. Ved OL 2008 var han småskadet og måtte her nøjes med en femteplads. Siden har han ikke opnået de store resultater med to EM-bronzemedaljer i 2009 og 2011 indendørs som bedste resultater. Han måtte udgå af konkurrencen ved OL 2012 i London på grund af en ny skade og indstillede derpå sin karriere året efter. På det tidspunkt havde amerikaneren Ashton Eaton overgået hans verdensrekord med 9039 point i sommeren 2012.